# Paralinus
Paralinus (Petrunkevitch, 1942) è un genere di ragni fossili appartenente alla famiglia Salticidae.

## Caratteristiche
Gli esemplari finora raccolti risalgono tutti all'Oligocene.

## Distribuzione
L'unica specie oggi nota di questo genere è stata rinvenuta in alcune ambre baltiche.

## Tassonomia
A giugno 2011, questo genere fossile comprende una specie:
- Paralinus crosbyi Petrunkevitch, 1942[2] - ambra baltica